# Wydział Filmu i Telewizji Wyższej Szkoły Sztuk Scenicznych w Bratysławie
Wydział Filmu i Telewizji Wyższej Szkoły Sztuk Scenicznych w Bratysławie (słow. Filmová a televízna fakulta Vysokej školy múzických umení v Bratislave) został założony 17 listopada 1989 roku. Obecnie (2012) dziekanem wydziału jest doc. Anton Szomolányi.

## Katedry wydziału[3]
- Studio reżyserskie
- Studio produkcji dokumentalnych
- Studio animacji
- Studio scenariuszy
- Studio operatora kamery i fotografii
- Studio edycji
- Studio ścieżki dźwiękowej
- Katedra produkcji i dystrybucji
- Katedra nauk o sztukach